# Nikodim Milaš
Nikodim Milaš (Šibenik, 16. travnja 1845. – Dubrovnik, 20. ožujka 1915.), srpski pravoslavni vladika i političar, jedan od najuglednijih srpskih pravoslavnih vjerskih dostojanstvenika krajem 19. i početka 20. stoljeća. Bio je bogoslov i filozof, a majka mu je bila Talijanka koja je prije udaje prešla na pravoslavlje.

## Životopis
Nakon završene Zadarske gimnazije, bogoslovno obrazovanje stekao je u Srijemskim Karlovcima, a zatim je završio Kijevsku duhovnu akademiju. Od 1872. postao je redovni profesor Pravoslavne bogoslovije u Zadru, a 1890. imenovan je dalmatinskim episkopom. Tu je bio razvio vrlo živu vjersku i političku djelatnost. Koliko mu je bila omilila Dalmacija i dužnost koju je ondje obnašao, najbolje svjedoči činjenica da je nakon smrti srpskog mitropolita Inokentija 1905. odbio ponudu postati mitropolit Srbije. Umirovljen je godine 1912. Predvodio je konzervativnu pravoslavno-srpsku političku struju u Dalmaciji. Nije priznavao srpstvo izvan pravoslavne vjere. Bio je vrlo plodan vjerski publicist i pisac nekoliko knjiga. Sam je govorio kako mu je najdraža Pravoslavna Dalmacija, knjiga koju je objavio 1901. godine. Sabrana djela Nikodima Milaša u sedam svezaka objavila je Eparhija dalmatinska 2005. godine.
Vezan za velikosrpsku ideologiju, Milaš je u svom radu o povijesti Dalmacije izmišljao razne povijesne priče i prikaze o predosmanskoj prisutnosti Srba i osnivanju srpskih pravoslavnih samostana i crkvi u Dalmaciji (Dragović, Krka, Krupa...). Kao izvore je navodio izgledno nepostojeće dokumente, te podatke iz navodno napisanog, ali kasnije izgubljenog Končarevićevog "Ljetopisa građanskih i crkvenih događaja" s opisom srpske i pravoslavne povijesti u Dalmaciji do 1754. godine. Knjiga Pravoslavna Dalmacija je napisana uz potpunu odsutnost znanstvenih metoda i uz zlonamjerno i politički promišljeno iskrivljavanje povijesnih činjenica uz ogromnu količinu laži, uvreda i besmislica. Među njegovim kontroverznim tvrdnjama je da se pravoslavlje može pratiti u Dalmaciji od apostolskog doba, Srbi su se naselili u Dalmaciji u 4. stoljeću, stigli su tamo prije Hrvata, regija je bila etnički srpska do 9.-11. stoljeća kada su hrvatski vladari "nametnuli Srbima katolicizam i hrvatstvo", da su Srbi ponovno naselili Dalmaciju u 13. stoljeću, Vlasi Hrvatske od 15. stoljeća predstavljaju novi val Srba, za vrijeme Osmanlija Dalmaciju su naseljavali isključivo Srbi. Također je bio vrlo kritičan i iznosio je teške optužbe protiv pape i rimske crkve, tvrdeći da su Hrvati u početku bili pravoslavni kršćani, a sakralna baština Splita također je bila dio srpske pravoslavne baštine. Također je dijelio stajalište Vuka Karadžića da su svi govornici štokavskog dijalekta nekoć bili etnički Srbi Takve ideje i tvrdnje korištene su kao argumenti i opravdanje za velikosrpske pretenzije tijekom Domovinskog rata.